# امی لمونز
امی لمونز (به انگلیسی: Amy Lemons) مدل آمریکایی است.